# طاق وحدت
طاق وحدت (به کره‌ای: 조국통일3대헌장기념탑) (به انگلیسی: Arch of Reunification) یک طاق بتونی ۶۲ متری است که از دو زن با لباس سنتی تشکیل شده‌است و در بالای آن نقشه شبه جزیره کره قرار دارد. این بنا در سال ۲۰۰۱ به عنوان یک بنای تاریخی به عنوان نماد آرزوی وحدت دوباره دو کره ساخته شد.

## تخریب
در ژانویه ۲۰۲۴، کیم جونگ اون به دلیل نارضایتی از اتحاد مجدد با کره جنوبی، خواستار تخریب این بنای تاریخی شد. وی از پیشنهاد اتحاد مجدد با کره جنوبی صرف نظر کرد و پایان این سیاست را اعلام کرد. بعضی از منابع خبری از تخریب این بنا به دستور رهبر کره شمالی گزارش‌هایی منتشر کرده‌اند.

## نگارخانه

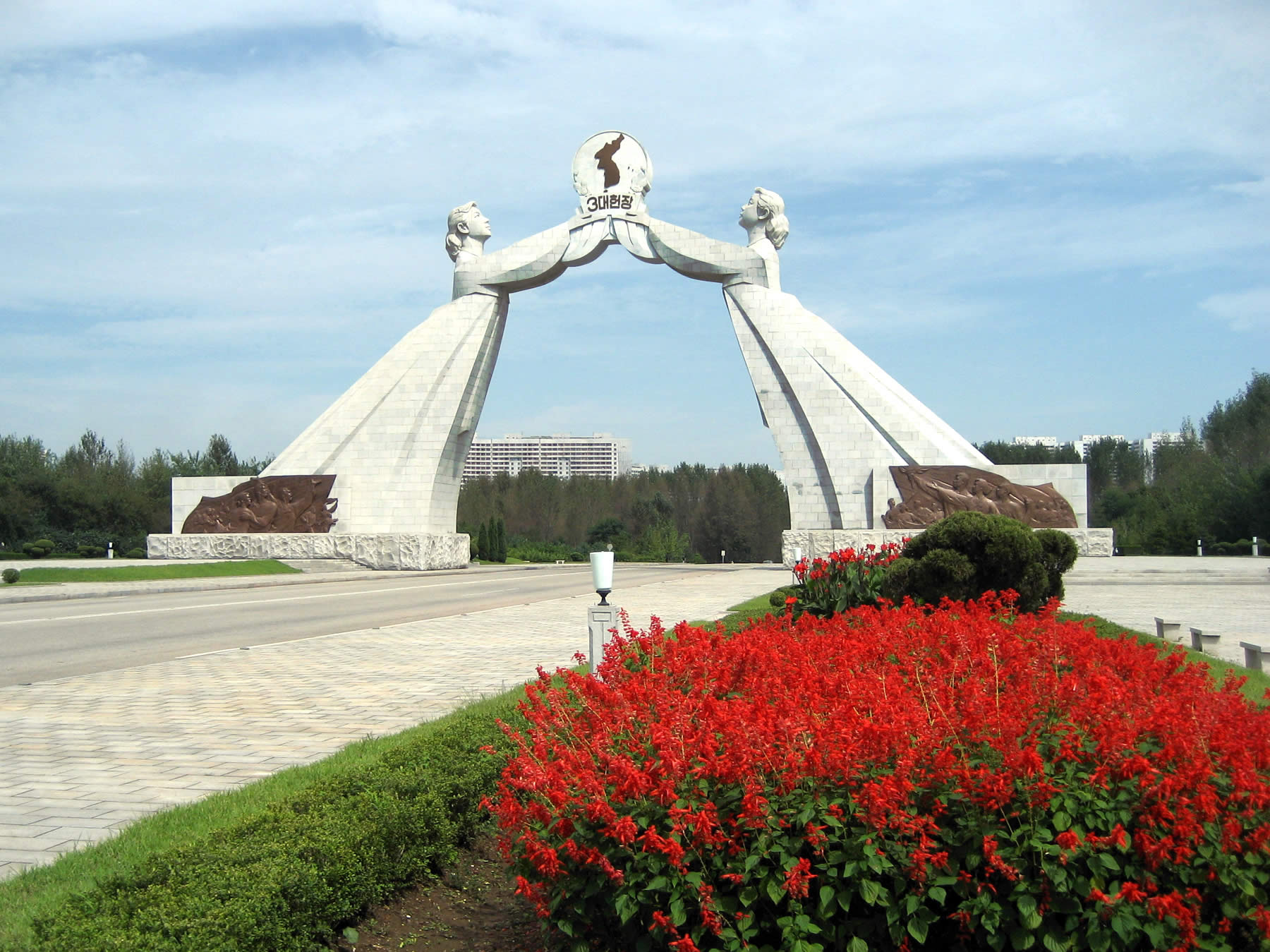
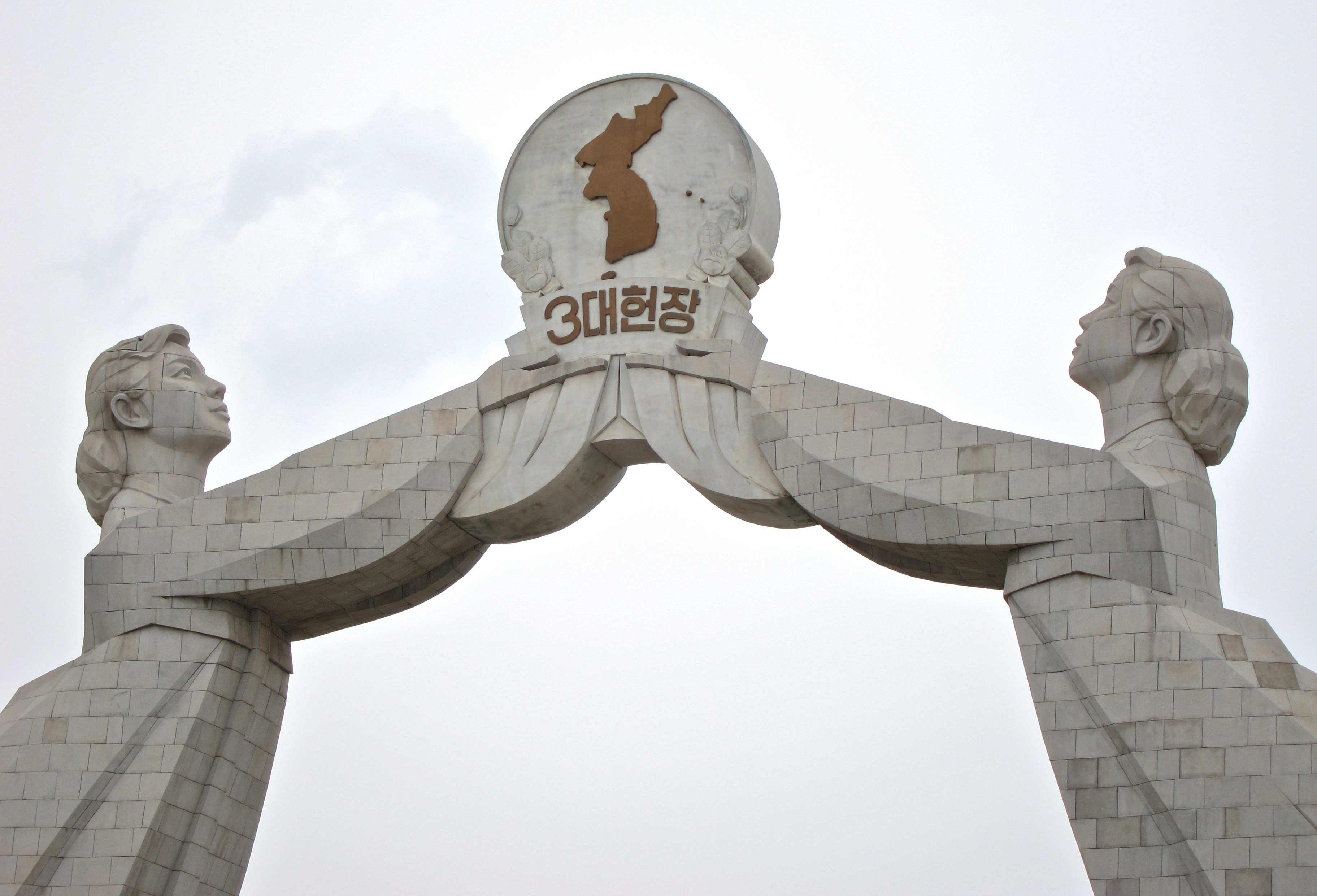
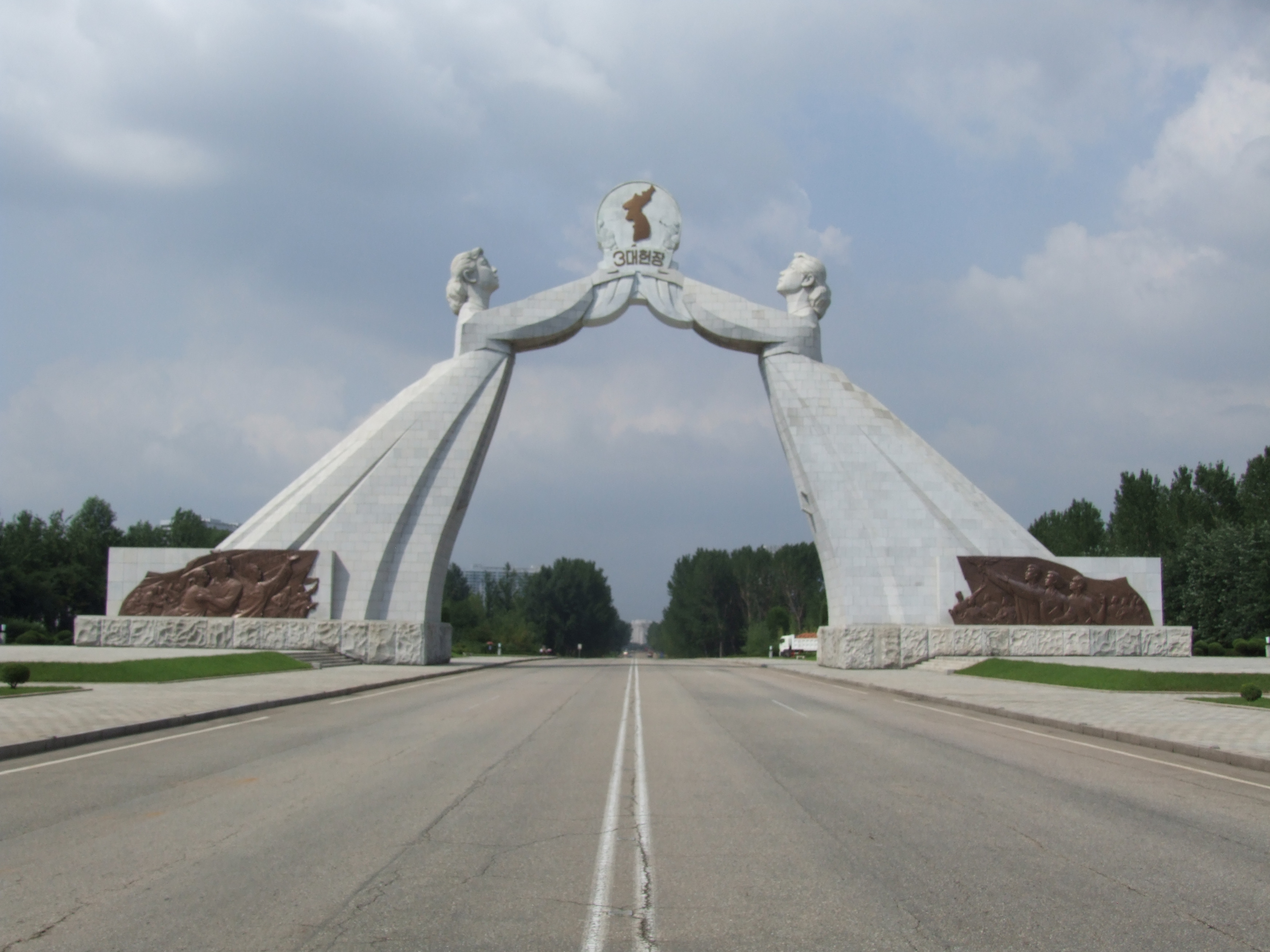
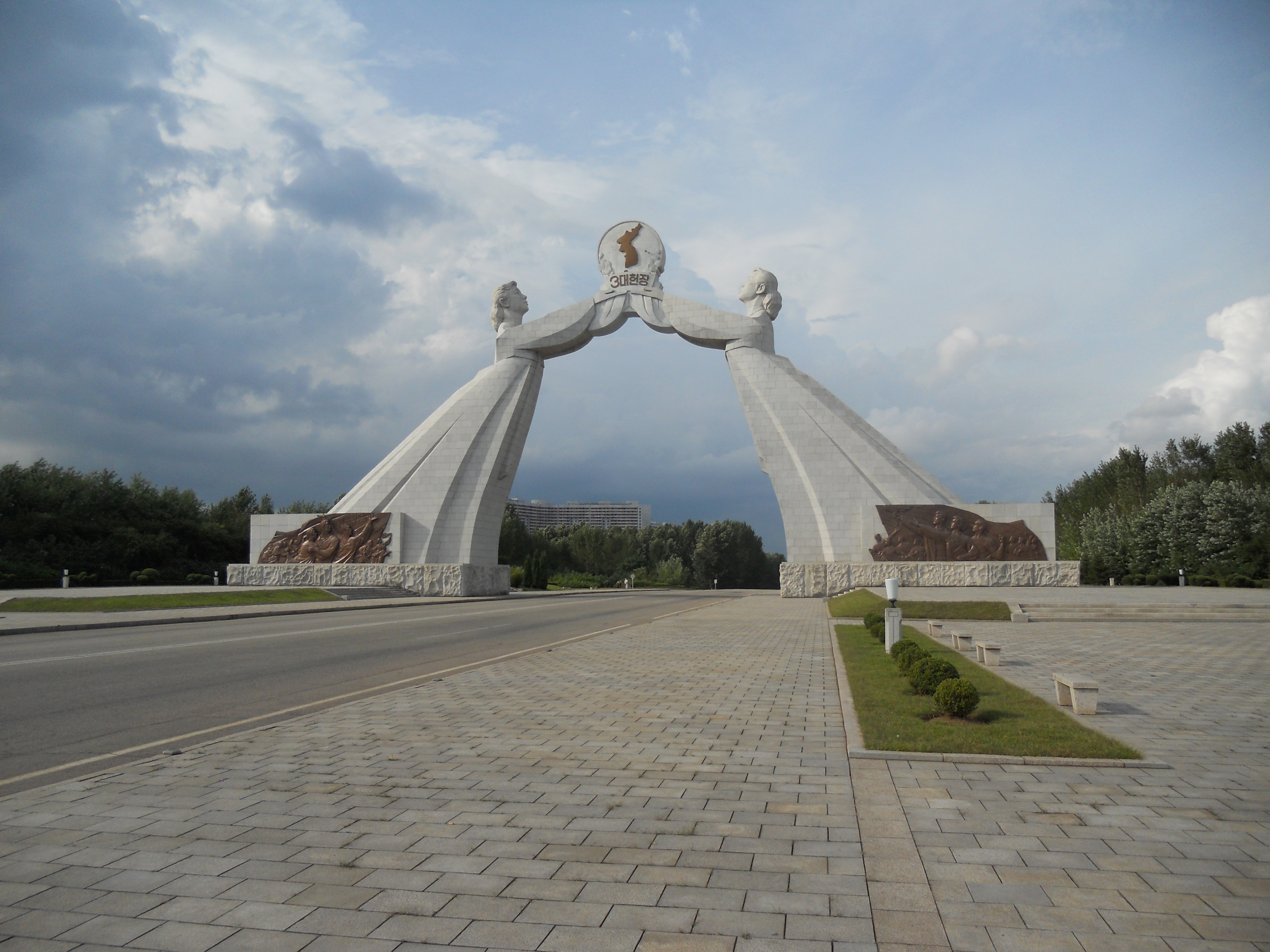
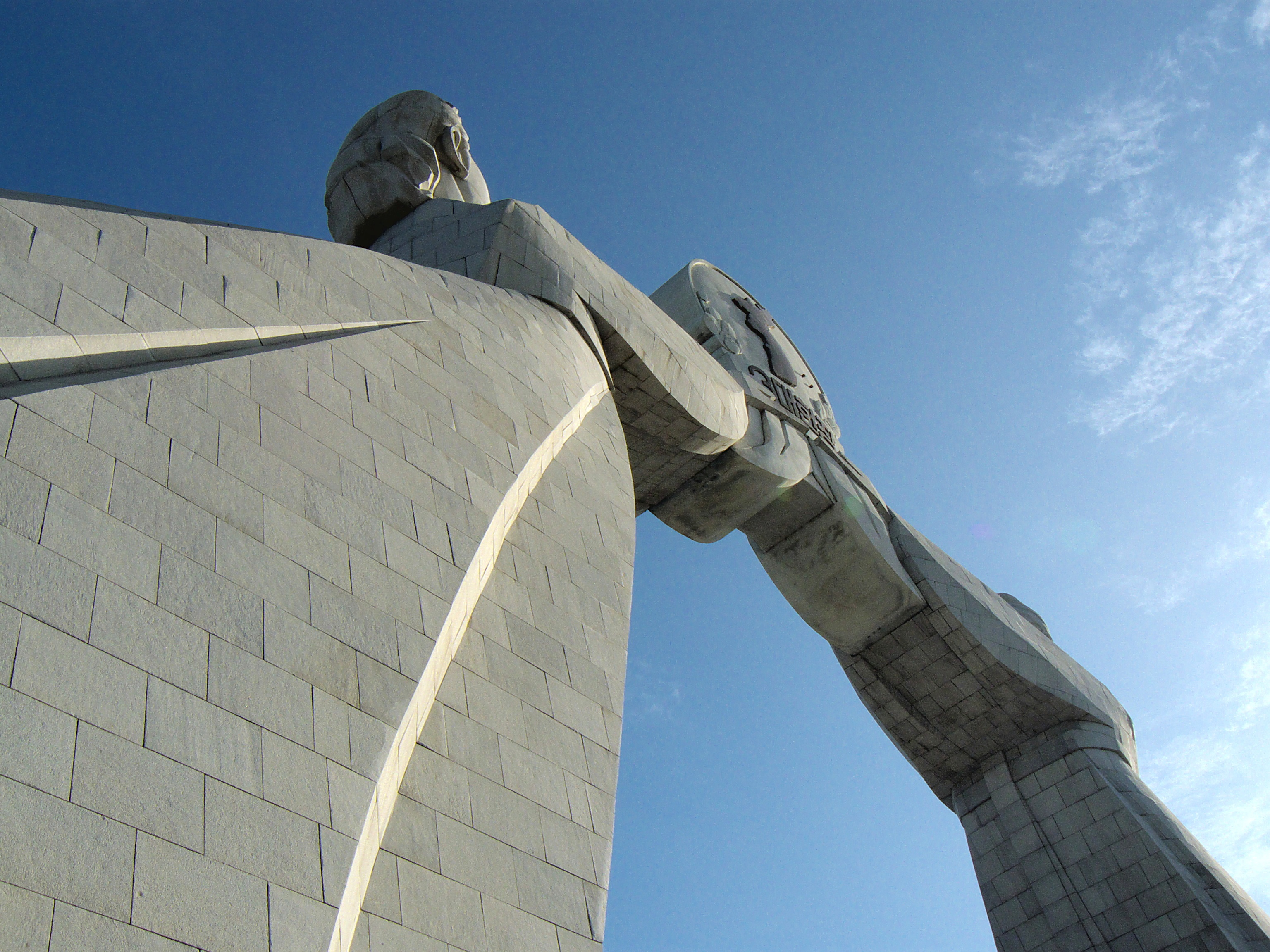